# Energijska gostota
Energetska gostota je količina energije, ki se jo lahko shrani na enoto volumna ali mase. Pri slednjem se uporablja tudi specifična energija. Po navadi se meri tudi samo uporabno energijo.
Energija je lahko shranjena v različnih materialih. Reakcije pri katerih se sprošča energija so jedrska, kemična, elektrokemična in električna.
Za lažjo predstavo  1 MJ ≈ 0.28 kWh ≈ 0.37 KMh (konjska sila/h).
| Material                            | Tip energije     | Specifična energija (MJ/kg) | Energijska gostota (MJ/L) | Primeri uporabe                                     |
| ----------------------------------- | ---------------- | --------------------------- | ------------------------- | --------------------------------------------------- |
| Uran-235                            | Jedrska (fisija) | 83 140 000                  | 1 546 000 000             | Jedrske elektrarne                                  |
| Vodik (stisnjen na 70 MPa)          | Kemična          | 123                         | 5,6                       | Gorivne celice                                      |
| Bencin/ Dizel                       | Kemična          | ~46                         | ~36                       | Motorji z notranjim zgorevanjem                     |
| Propan                              | Kemična          | 46,4                        | 26                        | Kuhanje, ogrevanje, motorji z notranjim zgorevanjem |
| Maščoba                             | Kemična          | 37                          |                           | Hrana                                               |
| Premog                              | Kemična          | 24                          |                           | Termoelektrarne, ogrevanje                          |
| Litij-zrak baterija (teoretično)    | Elektrokemična   | 18,7                        |                           | Električne naprave                                  |
| Karbohidrati (vključno s sladkorji) | Kemična          | 17                          |                           | Hrana                                               |
| Proteini                            | Kemična          | 16,8                        |                           | Hrana                                               |
| Les                                 | Kemična          | 16,2                        |                           | Ogrevanje, kuhanje                                  |
| TNT                                 | Kemična          | 4,6                         |                           | Eksplozivi                                          |
| Smodnik                             | Kemična          | 3                           |                           | Eksplozivi                                          |
| Litijeva baterija (nepolnilna)      | Elektrokemična   | 1,8                         | 4,32                      | Elektronika                                         |
| Litij-ionska baterija               | Elektrokemična   | 0,36–0.875                  | 0,9-2,63                  | Prenosniki, mobilni telefoni, električna vozila     |
| Alkalna baterija                    | Elektrokemična   | 0,67                        | 1,8                       | Elektronska naprave                                 |
| NiMH baterija                       | Elektrokemična   | 0,288                       | 0,504-1,08                | Elektronska naprave                                 |
| Svinčeni akumulator                 | Elektrokemična   | 0,17                        | 0,34                      | Zagon motorjev v avtomobilih                        |
| Superkondenzator                    | Električna       | 0,018                       |                           | Električna vezja                                    |
| Elektrostatični kondenzator         | Električna       | 0,000036                    |                           | Električna vezja                                    |

| Naprava                             | Tip energije   | Količina energije (MJ) | Tipična teža | Mere (mm)          | Uporaba                      |
| ----------------------------------- | -------------- | ---------------------- | ------------ | ------------------ | ---------------------------- |
| Avtomobilski Svinčeni akumulator    | Elektrokemična | 2,6                    | 15 kg        | 230 × 180 × 185    | Zaganjalnik                  |
| Alkalna AA baterija                 | Elektrokemična | 0,0154                 | 23 g         | 14.5 × 50.5 × 14.5 | Prenosne elektronske naprave |
| Litij-ionska baterija (Nokia BL-5C) | Elektrokemična | 0,0129                 | 18,5 g       | 54,2 × 33,8 × 5,8  | Mobilni telefoni             |